# Херцог, Вильгельм
Вильгельм Херцог (нем. Wilhelm Herzog; 12 января 1884, Берлин — 4 апреля 1960, Мюнхен, ФРГ) — немецкий драматург, историк литературы и культуры, энциклопедист, журналист, редактор, издатель, пацифист.

## Биография
Еврейского происхождения.
Изучал экономику, германистику и историю искусства в Берлинском университете. После публикации работ о Лихтенштейне (1905) и Генрихе фон Клейсте (1907) стал редактором литературного журнала «Pan». С 1914 по 1915 год и с 1918 по 1929 год сотрудничал с журналом «Forum», выступающим с пацифистских позиций за мир во всём мире. С 1918 по 1919 год был издателем ежедневной газеты «Die Republik» , стал членом Независимой социал-демократической партии Германии, с левым крылом которой в конце 1920 года присоединился к КПГ. Из-за конфликта с Вилли Мюнценбергом, в 1928 году был исключён из компартии.
В мае 1920 года Херцог принял приглашение Карла Радека и Григория Зиновьева и прибыл в СССР по случаю Второго конгресса Коминтерна. Принял участие в Конгрессе Коминтерна, познакомился с советскими политиками и Москвой, в составе делегации спустился на пароходе по Волге. Пробыл в советской России три месяца и покинул Россию 18 августа 1920 года. Сразу после его возвращения появилась его «Русская тетрадь».
В 1928 году произошёл диспут с Эрвином Пискатором.
В соавторстве с Хансом Йозе Рефишем в 1929 году написал пьесы «Die Affäre Dreyfus» (Дело Дрейфуса). В «Деле Дрейфуса» на историческом материале изобличались милитаризм и антисемитизм. Премьера спектакля состоялась в 1929 году в театре «Фольксбюне» в Берлине, в 1931 году спектакль показали в Париже. Но после первого спектакля праворадикальная организация «Французское действие» устроила беспорядки, так что постановка была снята. Он также написал книгу с Хансом Йозе Рефишем «Дело Дрейфуса».
После прихода к власти нацистов в 1933 году Херцог сначала эмигрировал в Швейцарию. Подвергался антисемитским преследованиям со стороны властей и за рубежом; поэтому был несколько раз интернирован (1939—1941 гг. во Франции и после его побега в США с 1941 по 1945 г. на о. Тринидаде). Только вскоре после окончания войны ему наконец разрешили въехать в США.
В 1947 году вернулся в Швейцарию.

## Творчество
Автор монументальной энциклопедии в 4-х томах, труда «Große Gestalten der Geschichte» («Великие Фигуры истории»), задуманной в традициях «Энциклопедии» Дидро.
С 1915 по 1921 год был женат на немецкой киноактрисе Эрне Морене. Именно Херцог придумал для неё новое звучное имя, и после этого актриса стала сниматься под псевдонимом Эрна Морена.
Умер от сердечной недостаточности.

## Избранные публикации
- Rund um den Staatsanwalt (1923)
- Die Affäre Dreyfus (1928, 1929)
- Der Kampf einer Republik (1933)
- Panama (1931, 1950)
- Barthou (1938)
- Hymnen und Pamphlete (1939)
- Kritische Enzyklopädie (1949)
- Menschen, denen ich begegnete (Автобиография, 1959)